# 莫扎特的第12號彌撒曲
「莫扎特的第12號彌撒曲」，是指一首於19世紀初出版，聲稱是由莫扎特所創作的合唱作品。當中又以一段稱為「天主在天受光榮」（Gloria in excelsis Deo）的選段最為人認識及獨演唱。由於這段的歌詞取自彌撒曲中的「光榮頌」前部份，因此被認為是出自他的一首未曾出版過的彌撒曲選段。後來經過音樂學家的長時間的考證，現時幾可肯定作品其實是由同時期的另一位作曲家梅拿的作品。儘管如此，這首「冒認」莫扎特的作品，至今仍然是不少業餘合唱團的常備曲目之一。

## 背景
樂曲最初由諾韋洛出版社（Novello）於1819年首刊，即他死後28年，1821年由西姆羅克出版社發行管絃樂譜。很快便成為當時很受歡迎的作品，並且成為19世紀中期的其中一首主要合唱作品。然而，有對莫扎特音樂有研究的學者，開始對本作品的出處有所懷疑，他們從和聲結構及旋律的寫作特徵中，發覺與莫扎特的作品有異，而本曲採用G大調調號，但以C大調作為「光榮頌」為主調也和莫扎特慣常的寫作方法不相同。當克歇爾首次整理莫扎特的資料時，他對作品的真確也存疑，因此並未有把它放進入正式的克歇爾編號內，而是把它放在附錄冊內，並以「Anh」編號表記。及後，再經歷不同人士的考證及比較，最後在梅拿的一首彌撒曲（即他的《G大調彌撒曲》）中找到了近乎相近的部份，也符合了原來歌詞在不整全下，有其他樂章接觸。及後在1964年的克歇爾目錄K6版本中，此曲的編號再更改為K. Anh. C1.04（Anh. C 代表該作品是冒充莫扎特創作的作品），樂譜也被剔除於新莫扎特全集外。
至於真正的第12號彌撒曲，現時泛是指於1775年至1777年於薩爾斯堡所創作的《C大調彌撒曲》，K258。

## 分析
- 由於現時其他樂章甚少作演唱，下列分析只限於「天主在天受光榮」的一段。

### 基本資料
- 調性：C大調
- 拍號：C(4/4)
- 速度：中等的快板（Allegro Moderato）
- 長度：137小節
- 曲式：奏鳴曲式

### 分析

#### 呈示部
一開始便進入第1主題，採用「曼海姆火箭」形式的C大調分解和弦。

## 外部連結
- G大調彌撒曲 (雲策爾·梅拿)：国际乐谱典藏计划上的乐谱